# Marumba spectabilis
Marumba spectabilis là một loài bướm đêm thuộc họ Sphingidae.

## Phân phát
Nó được tìm thấy ở Nepal, đông bắc Ấn Độ, miền nam Trung Quốc, Thái Lan, Lào, Việt Nam, Malaysia (Peninsular, Sarawak) và Indonesia (Sumatra, Java, Kalimantan, Sulawesi).

## Mô tả.
Sải cánh dài 94–118 mm. 
Có ba lứa một năm ở miền bắc Quảng Đông.

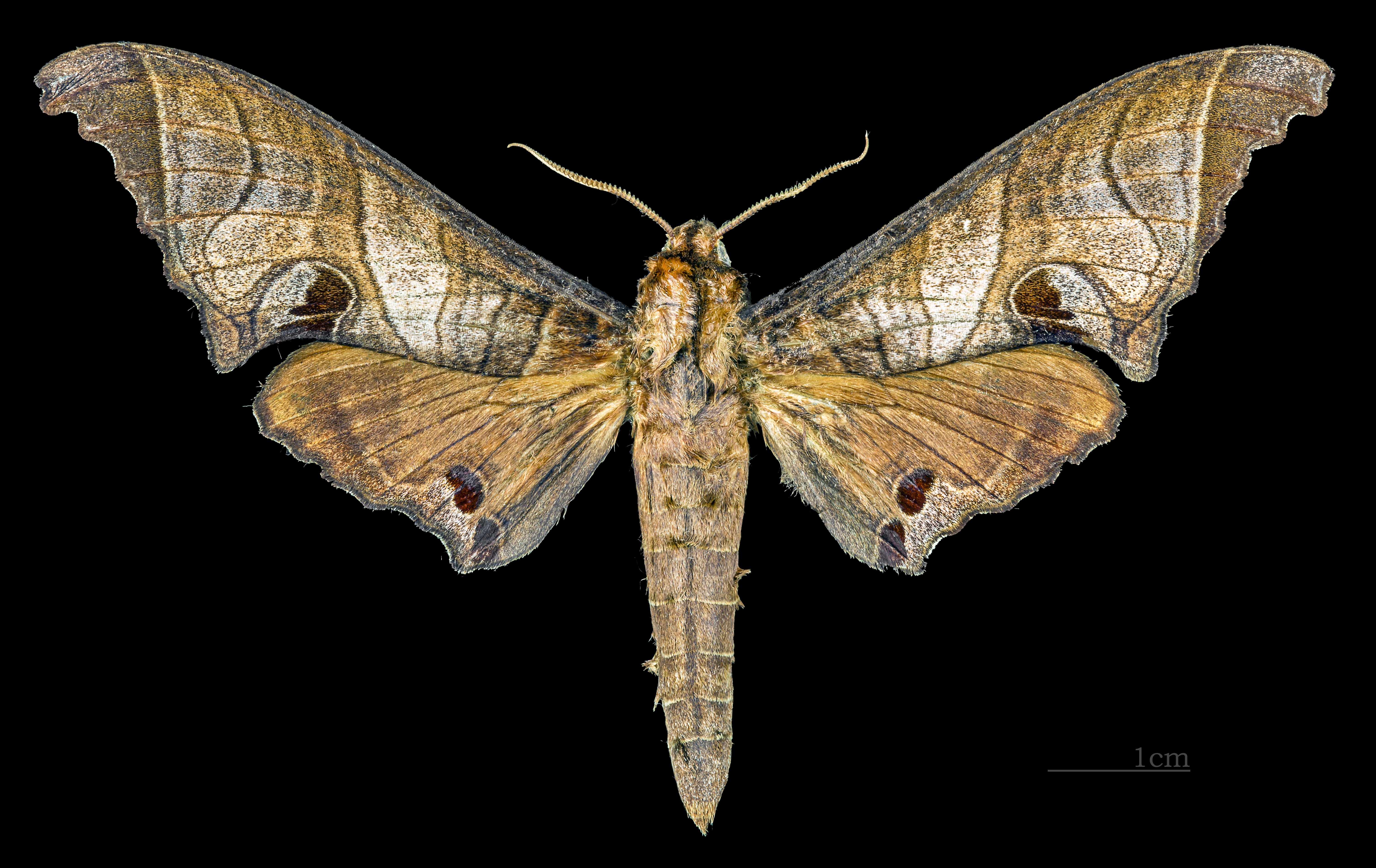
Marumba spectabilis spectabilis  ♂
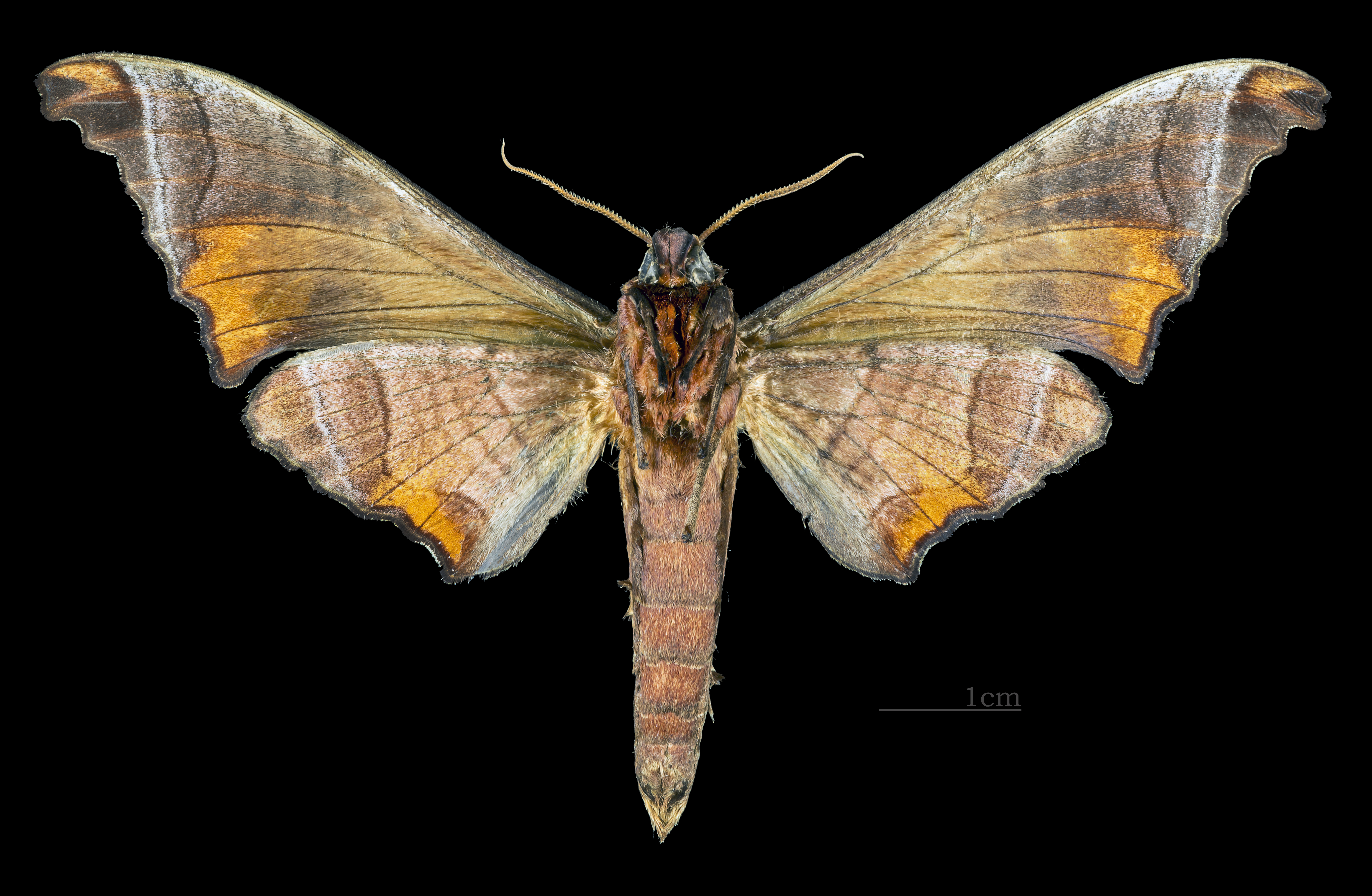
Marumba spectabilis spectabilis  ♂  △

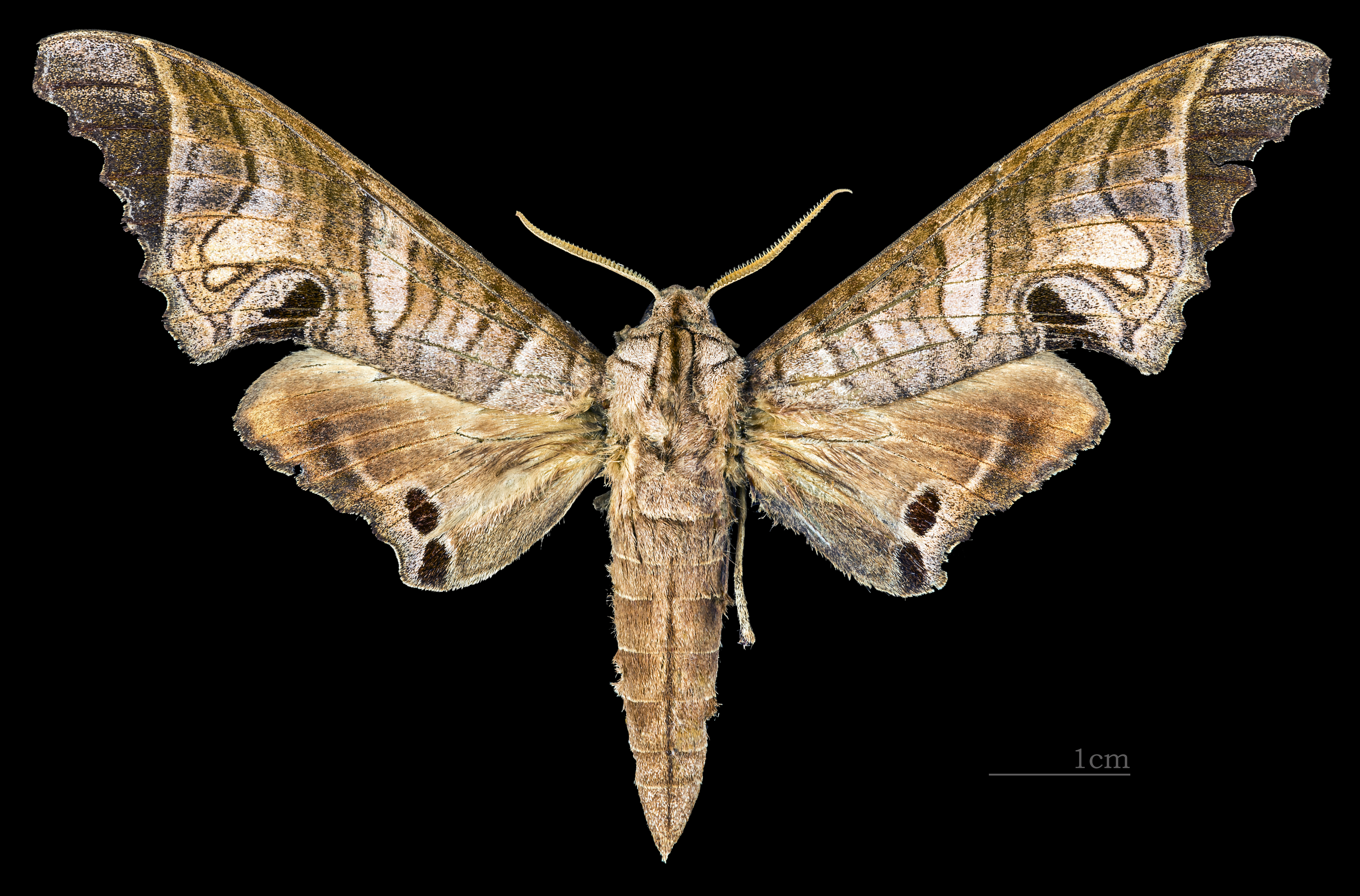
Marumba spectabilis malayana   ♂
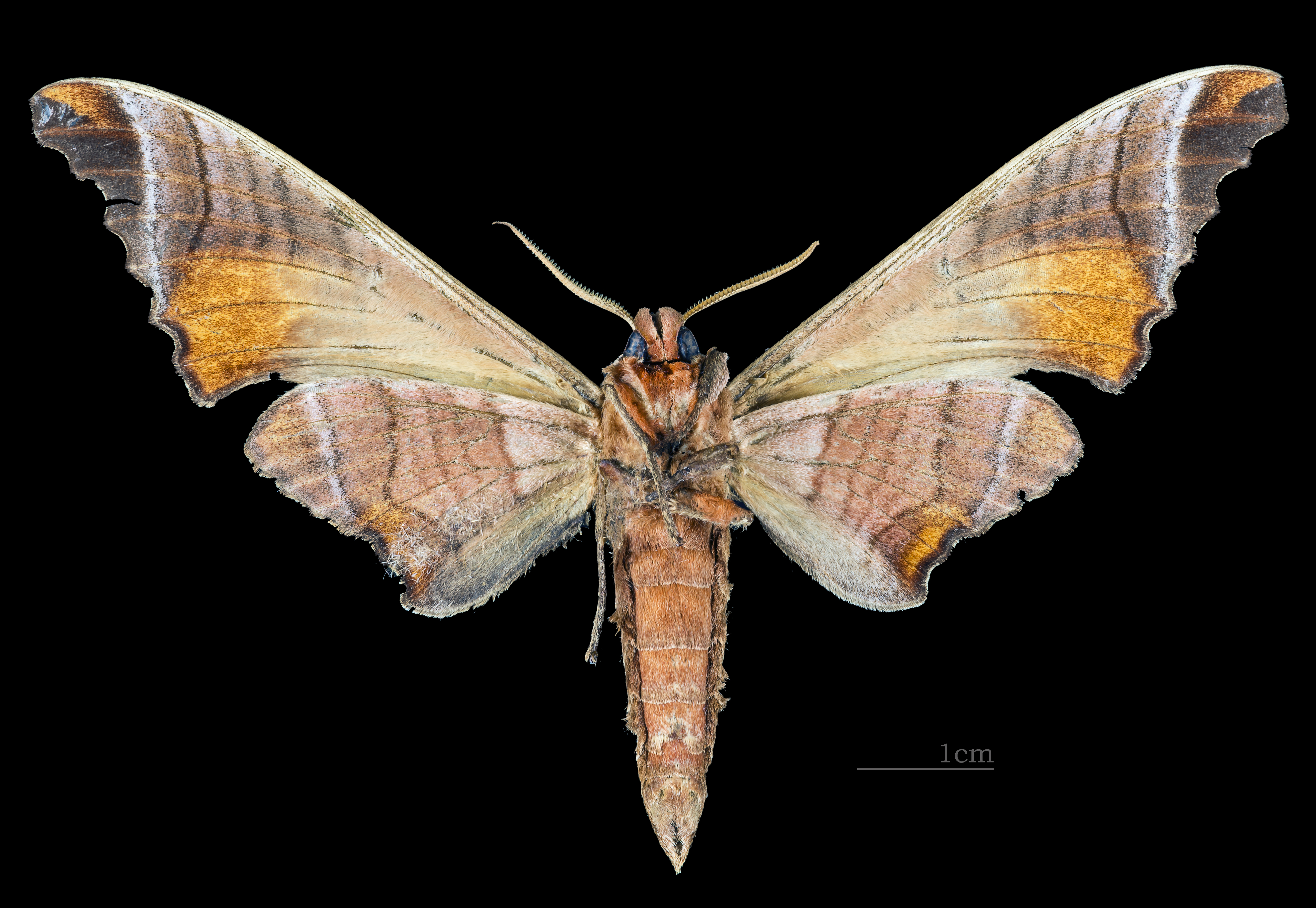
Marumba spectabilis malayana  ♂  △

Ấu trùng ăn Meliosma rigida.

## Phụ loài
- Marumba spectabilis spectabilis
- Marumba spectabilis malayana Rothschild & Jordan, 1903 (Sundaland)